# Блэр (замок)
За́мок Блэр (англ. Blair Castle) — средневековый замок, расположенный недалеко от маленького городка Блэр-Атолл, в области Перт-энд-Кинросс, Шотландия. За всё время своего существования принадлежал только одной семье — графам и герцогам Атолла.

## История
Замок Блэр был построен в стратегически важном месте — на въезде в Грампианские горы, по маршруту на север до Инвернесса.

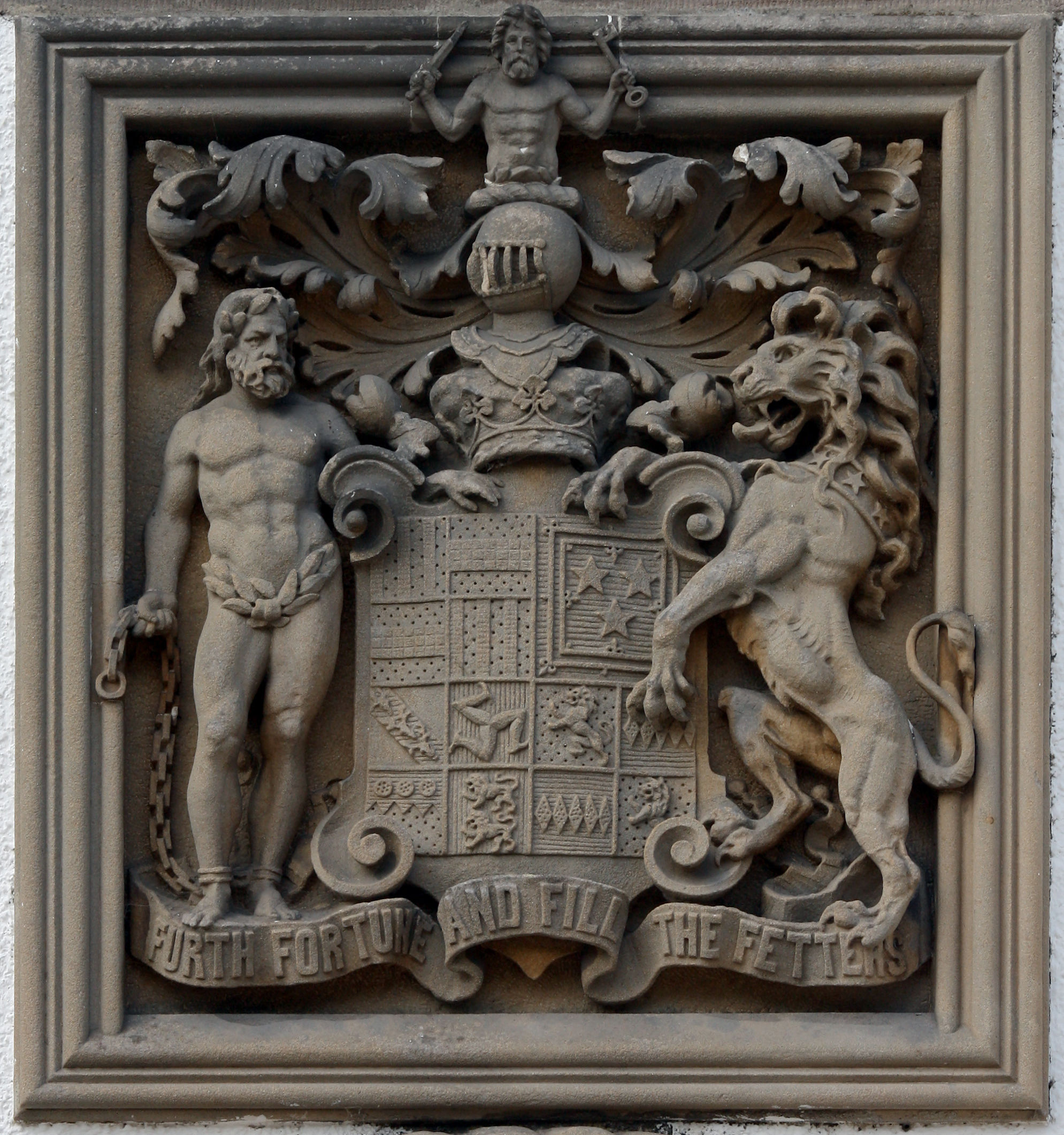
Герб герцогов Атолла над входными воротами замка

Начало строительства крепости относится к 1269 году, когда Джон Комин, лорд Баденох начал строить замок на земле Дэвида де Стратбоги, 8-го графа Атолл, пока тот был в крестовом походе. По возвращении граф пожаловался на нарушителя королю Александру III, который со временем помог лорду отвоевать его землю, а также передал во владение графу уже достроенную рыцарскую башню.
Замок был значительно расширен Джоном Стюартом, 3-м графом Атолл в 1530 году. Он пристроил к замку большой общий зал.
В 1740 году Джеймс Мюррей, 2-й герцог Атолл начал перестраивать замок в георгианском стиле. Он нанял Томаса Клейтона, который украсил интерьер поместья изысканной лепниной, а также приобрёл мебель от самых известных краснодеревщиков Шотландии.

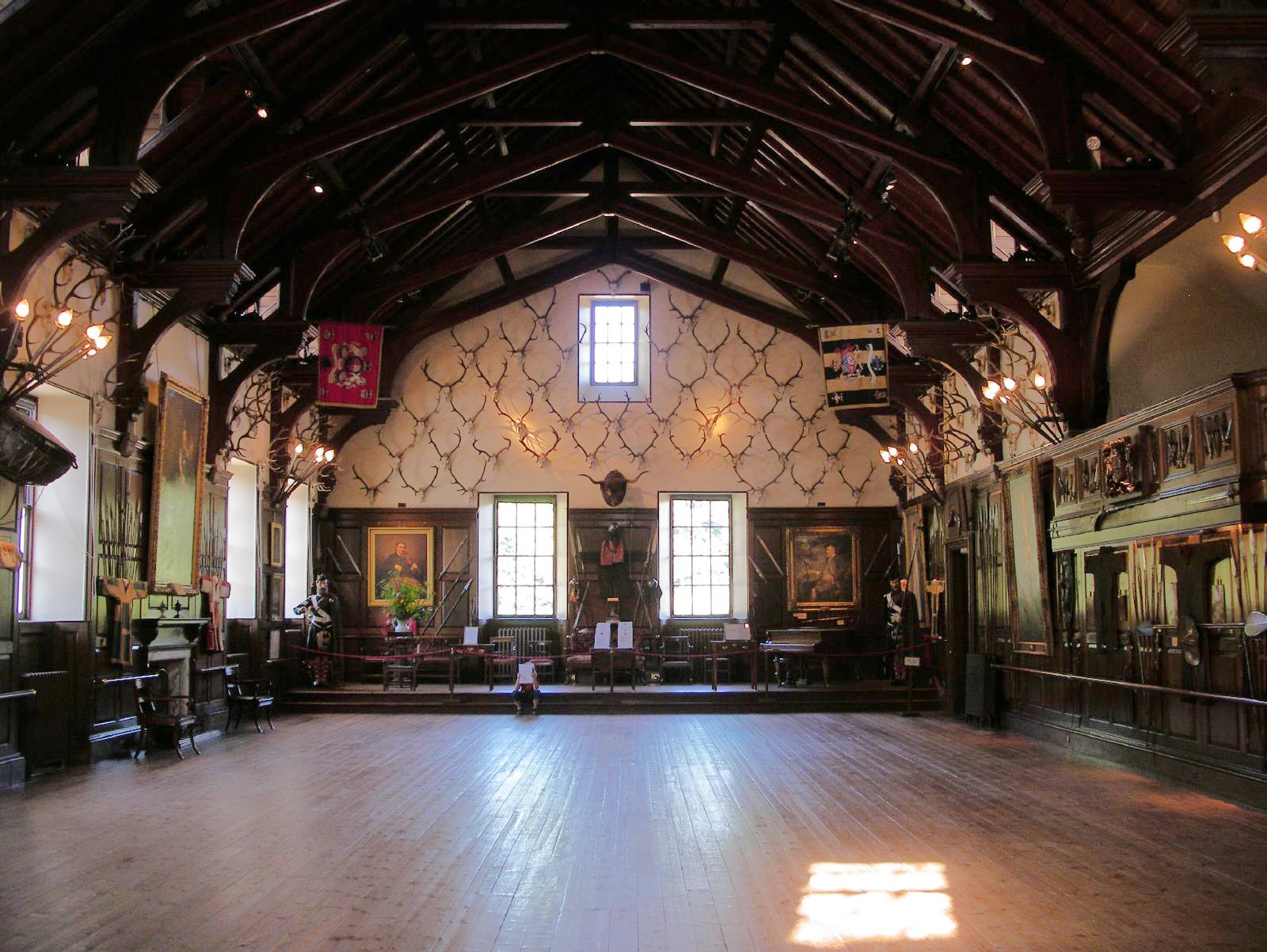
Интерьер замка

Во время Восстания якобитов 1745 года замок некоторое время находился в руках клана Эгню, но был осаждён якобитами. Замок не сдался даже во время голода, вызванного долгой осадой. В 1746 году якобиты сняли осаду и отступили, чтобы встретиться с англичанами в сражении при Каллодене.
На фоне растущей популярности стиля шотландских баронов Джон Стюарт-Мюррей, 7-й герцог Атолл нанял эдинбургских архитекторов Дэвида Брайса и Уильяма Берна реконструировать фасад замка в 1860—1870-х годах. Зубчатая стенка и орудийные башни, снесённые во время реконструкции в георгианском стиле, были восстановлены. Также был возведён новый вестибюль и добавлен бальный зал. Замок также был оборудован по последнему слову техники: был установлен водопровод, проложена телефонная линия и проведён газ.
Во время Первой мировой войны в замке располагалась больница, а после 1922 года семья предпочла разъехаться по частным квартирам и перестала жить в поместье.